# Parafia Podwyższenia Krzyża Świętego w Majdanie Nepryskim
Parafia Podwyższenia Krzyża Świętego – parafia polskokatolicka w Majdanie Nepryskim, położona w dekanacie zamojskim diecezji warszawskiej Kościoła Polskokatolickiego w RP.